# Utetheisa shiba
Utetheisa shiba is een beervlinder uit de familie van de spinneruilen (Erebidae). De wetenschappelijke naam van de soort is voor het eerst geldig gepubliceerd in 1969 door Bhattacherjee & Gupta.